# Castillo de Santa Ana, Castro-Urdiales
Castillo de Santa Ana är ett slott i Spanien.  Slottet ligger i provinsen Provincia de Cantabria och regionen Kantabrien, i den norra delen av landet, 300 km norr om huvudstaden Madrid. Castillo de Santa Ana ligger åtta meter över havet.
Terrängen runt Castillo de Santa Ana är huvudsakligen kuperad, förutom åt nordväst. Havet är nära Castillo de Santa Ana åt nordost.  Närmaste större samhälle är Castro-Urdiales, 0,51 km väster om Castillo de Santa Ana.